# Sand Castle
Sand Castle és una pel·lícula de drama bèl·lic estatunidenca de 2017 dirigida per Fernando Coimbra i escrita per Chris Roesner. La pel·lícula és protagonitzada per Nicholas Hoult, Henry Cavill, Logan Marshall-Green, Tommy Flanagan, Glen Powell, Beau Knapp i Neil Brown Jr. La pel·lícula se centra en Matt Ocre, un jove soldat de l'Exèrcit dels Estats Units, que té la tasca de restaurar el subministrament d'aigua en un poble de l'Iraq. Es basa en els fets reals i en l'experiència del guionista de la pel·lícula Roessner durant la Guerra de l'Iraq. Es va estrenar el 21 d'abril de 2017 a Netflix.

## Repartiment
- Nicholas Hoult com a soldat ras Matt Ocre, soldat amb rifle jove[4]
- Logan Marshall-Green com a sergent de personal Harper, líder d'una secció militar encarregada de salvar el poble[5]
- Henry Cavill com a capità Syverson,[1] oficial de les forces especial que dirigeix l'operació a la vil·la perillosa de Baqubah
- Tommy Flanagan com a sergent major McGregor[6]
- Glen Powell com a sergent Dylan Chutsky,[7] soldat sever
- Beau Knapp[8] com a sergent Burton
- Neil Brown Jr. com a caporal Enzo[9]
- Sam Spruell com a primer tinent Anthony
- Navid Negahban com a Kadeer, l'administrador de l'escola local
- Nabil Elouahabi com a Arif, germà de Kadeer i enginyer mecànic